# Kovács Ignác (bíró)
Szászi Kovács Ignác (Szeged, 1828. augusztus 1. – Székesfehérvár, 1903. április 8.) királyi törvényszéki bíró, 1848-as honvédfőhadnagy.

## Élete
Kovács István királyi sóhivatalnok és Seefrancz Erzsébet fia. Iskoláit Pécsett mint jogász 1848-ban végezte és a szabadságharc kezdetén a 8. honvéd-zászlóaljba állott; augusztus 7-én hadnagy, november 11-én főhadnagy lett és több csatában vett részt, a kácsiban megsebesült. A temesvári csata után Lugosra, onnét Facsétra vonult; Radnánál elfogták és Aradra vitték; onnét kiszabadulva, a szülői házhoz Pécsre került, ahol atyja királyi sópénztárnok volt. A folytonos üldöztetés miatt bujdosóvá lett; végül önként jelentkezett és a gróf Mazuchelly 10. gyalogezredbe sorozták, ahol két évet töltött és szabadságolták. 1869-ben nyert végelbocsáttatást. Szolnokon a császári és királyi pénzügyigazgatóságnál, később mint napidíjas a megyefőnökségnél nyert alkalmazást.
1855-ben a budapesti császári és királyi törvényszékhez beosztva előbb mint helyszínelő telekkönyvi tollnok, később mint bizottság vezetője működött Pest-Pilis-Solt, Esztergom, Komárom, Fejér, Heves és Borsod megyében. 1858-ban a szolnoki császári és királyi törvényszéknél alkalmaztatott. 1862-ben Szolnok városi törvényszéki tanácsossá és 1867-ben Heves megye törvényszékéhez ülnökké választották meg. 1872. január 1-től szolnoki járásbíróvá neveztetett ki; 1875. október 1-jén saját kérelmére a székesfehérvári királyi törvényszékhez helyeztetett és ezután mint törvényszéki bíró ott működött.

## Munkái
- Visszaemlékezések az 1848-49. szabadságharczra. Székesfehérvár, 1897. (A tizenharmadik seb, válaszúl Tóth Bélának Szájrúl szájra cz. könyvében a «Meghalt» czikkre; A kácsi csata, előbb a Székesfehérvár és Vidékében, Mikor engem az osztrák katonák besoroztak, előbb ugyanazon hirlapban.)
- Első nap és éjjel a táborban. Visszaemlékezések az 1848-49. szabadságharczra. Uo. 1898. (Előbb a Székesfehérvár és vidékében.)